# Ефимов, Василий Трофимович
Васи́лий Трофи́мович Ефи́мов (11 марта 1922, Вешкайма, Симбирская губерния — 19 января 1945, Модлин) — старший сержант, командир орудия, Герой Советского Союза.

## Биография
Василий Трофимович Ефимов родился 11 марта 1922 года в селе Вешкайма (ныне — в одноимённом районе Ульяновской области) в семье крестьянина. Русский. В 1934 году вместе с родителями переехал в Приморье. После смерти отца работал ездовым в подсобном хозяйстве воинской части, помогал матери Надежде Ивановне растить братьев и сестёр. В семье было шестеро детей: Василий, Мария, Анастасия, Андрей, Александр, Анна.
С 19 февраля 1942 года — в действующей армии. Призван из села Новокачалинск Ханкайского района Приморского края. Принимал участие в боевых действиях в ходе Великой Отечественной войны в качестве командира орудия батареи 45-мм пушек 1285-го стрелкового Пражского полка 60-й стрелковой Севской Краснознамённой ордена Суворова дивизии. Награждён медалью «За отвагу». Участвовал в сражениях Брянского фронта (с 19 февраля 1942), Центрального фронта (с 26 февраля 1943), 1-го Белорусского фронта (с 20 октября 1943), в боях на территории Польши при форсировании реки Вислы.
16 января 1945 года старший сержант В. Т. Ефимов в бою при форсировании реки Вислы в районе местечка Новы-Двур-Мазовецки на территории Польши проявил мужество, доблесть и решительность. Чётко командуя своим расчётом под сильным артиллерийским огнём противника и рискуя своей жизнью, вёл меткий огонь по огневым точкам противника. Стремительно продвигаясь вперёд, В. Т. Ефимов своевременно форсировал водную преграду и, прочно закрепившись на достигнутом рубеже, поддержал переправу наших войск. Нанёс врагу большой урон в живой силе и боевой технике, подбил семь танков противника. Погиб в бою 19 января 1945, похоронен в Старом Полесье.
27 февраля 1945 года В. Т. Ефимов удостоен звания Героя Советского Союза (посмертно).

## Награды
- медаль «За отвагу» (12.9.1944)[2];
- Герой Советского Союза (медаль «Золотая Звезда» и орден Ленина; 27.2.1945)[6][7].

## Мемориальные места

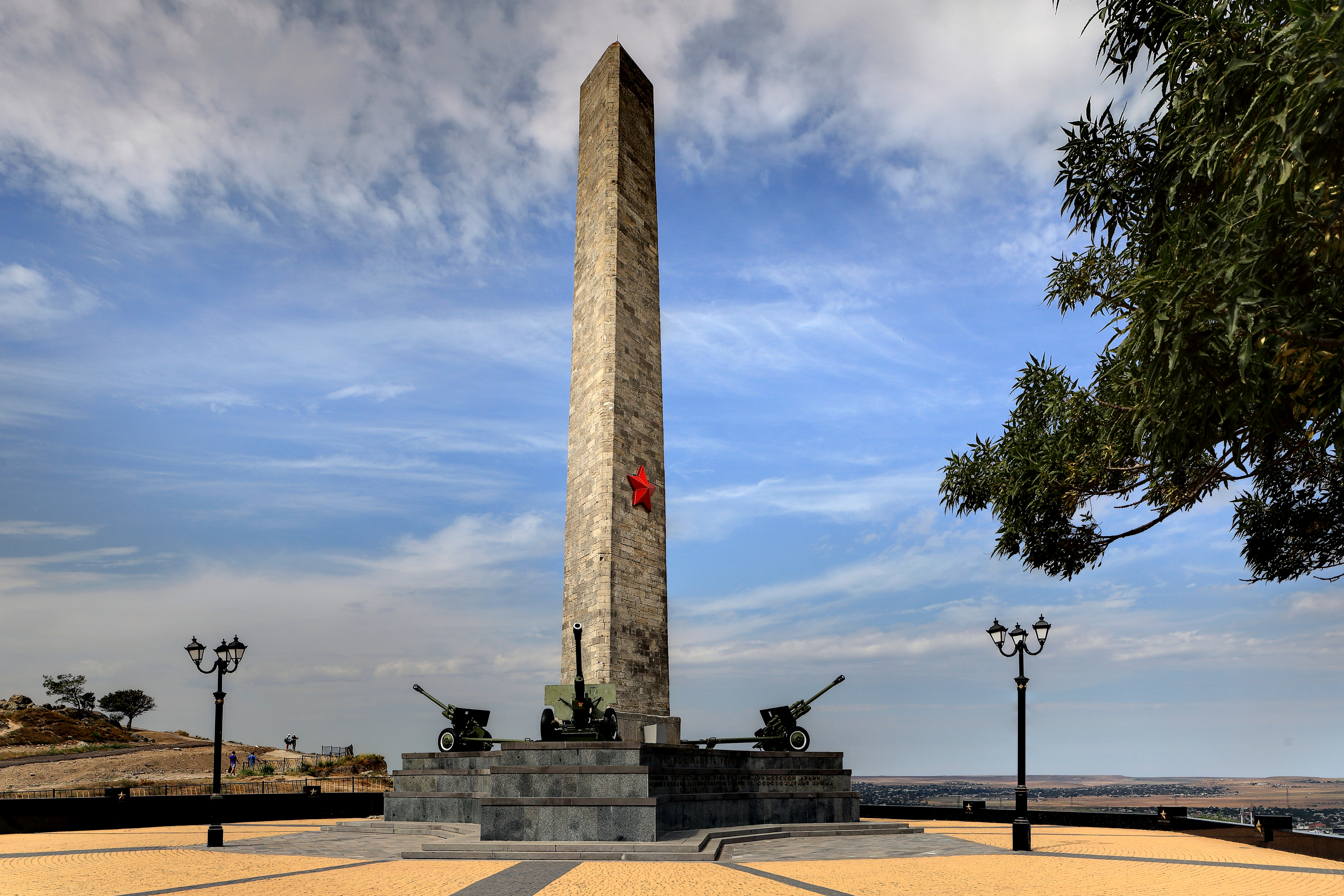
Ульяновск. Мемориальная стена обелиска Славы.

На мемориальной стене обелиска Славы в городе Ульяновске среди 57 фамилий Героев Советского Союза, родившихся в Ульяновской области и павших за Родину, выбита фамилия Василия Трофимовича Ефимова.

## Комментарии
1. ↑  По другим данным — 16 января[4].